# 진천 이집 묘갈
진천 이집 묘갈(鎭川 李楫 墓碣)은 충청북도 진천군 이월면 사곡리에 있는, 조선 중기 효자 이집의 묘 앞에 자리하고 있는 비이다. 1995년 6월 30일 충청북도의 기념물 제104호로 지정되었다.

## 개요
조선 중기 효자 이집의 묘 앞에 자리하고 있는 비이다.
이집의 본관은 고성으로 어릴 때부터 효심이 지극하여 부모가 병으로 누워있으면 옷을 벗지 않고 웃는 모습을 보이지 않았다고 한다. 또한 대변을 맛보아 병을 짐작하고 밤에는 밖에 나가 하늘에 기도하였다고 한다.
보호각 내 비는 네모 반듯한 받침돌 위로 비몸을 세우고 정교한 조각솜씨가 돋보이는 머릿돌을 올린 형태이다. 머릿돌에는 두 마리 용의 모습이 마치 살아서 꿈틀거리듯 사실적으로 표현되어 있다. 비는 1727년(영조 3)에 세웠다.

## 참고 자료
- 진천 이집 묘갈 - 국가유산청 국가유산포털